# Together (Sister Sledge)
Together è il secondo album in studio del gruppo vocale statunitense Sister Sledge, pubblicato nel 1977.

## Tracce
1. Blockbuster Boy (Michael Kunze, Sylvester Levay) – 3:56
2. Do the Funky Do (Don Freeman, Kathy Sledge) –  4:33
3. I Was Made to Love Him (Henry Cosby, Lula Mae Hardaway, Sylvia May, Stevie Wonder) – 3:04
4. Hold on to This Feeling (Joni Sledge) – 4:01
5. As (Stevie Wonder) – 4:56
6. Sneaking Sally Through the Alley (Allen Toussaint) – 3:32
7. Funky Family (Kunze, Levay) – 4:19
8. Baby, It's the Rain (Kunze, Levay) – 3:34
9. Can't Mess Around with Love (Kathy Sledge) – 4:15
10. My Favorite Song (Kunze, Levay) –	3:45
11. Hands Full of Nothing (Kunze, Levay) – 4:05
12. Moondancer (Kunze, Levay) – 4:16

## Formazione
- Kathy Sledge – voce, cori
- Debbie Sledge – voce, cori
- Joni Sledge – voce, cori
- Kim Sledge – voce, cori
- Siegfried "Sigi" Schwab – chitarra
- Nick Woodland – chitarra
- Sylvester Levay – tastiera, sassofono
- Gary Unwin – basso
- Martin Harrison – batteria
- Joseph Spector – percussioni
- Gabor Kristof – tromba
- Georges Delagaye – trombone
- Dino Solera – flauto
- Fritz Sonnleitner and His Friends – archi